# Love Me Not
Love Me Not (kor.: 사랑따윈 필요없어, Sarang-ttawin Pilyoeopseo) ist ein südkoreanischer Spielfilm aus dem Jahr 2006.
Der Film ist als Melodram angelegt und basiert auf dem japanischen Dorama Ai nante iraneyo, natsu (愛なんていらねぇよ、夏) aus dem Jahr 2002.

## Inhalt
Julian lebte gut von dem Geld, das er von seinen reichen weiblichen Kunden abluchste. Aber jetzt steht er ausufernden Schulden auf Grund einer übereilten Vergrößerung seines Geschäfts gegenüber. Er soll umgebracht werden, falls er die Schulden in Höhe von 2,87 Milliarden Won nicht binnen eines Monats bereinigt. Zur gleichen Zeit verstirbt auch Julians Freund Jin. Eines Tages erhält Julian über Jins Handy einen Anruf, dass Jins Vater verstorben sei und ein Erbe ausstehe. So sieht Julian die Chance, sich als ihr lange verloren geglaubter Bruder auszugeben, um an einen Teil des Erbes zu kommen. Min, die blinde Erbin, die genauso kaltherzig ist wie Julian, öffnet sich ihm langsam, und auch er verliebt sich in sie. Aber Julian muss seine Gläubiger bezahlen. Was die Situation für ihn verschärft, ist, dass die Krankheit, welche Min die Sehkraft nahm, erneut ausbricht und nun ihr Leben bedroht.

## Soundtrack

### Titelliste
1. Sunshine (Orgol Version)
2. Julian
3. Adonis Club I
4. Memoris
5. Love Theme
6. I Believe In You (庭園)
7. Min
8. Sunshine (Clarinet Version)
9. Julian’s Tears
10. Tell Me The Truth
11. Your Picture
12. Secret
13. Last Dinner
14. Adonis Club Ii
15. Destiny
16. The Shadow Of Love
17. Never End
18. Sunshine (von BoA)
19. (Bonus-Track) He Says
20. (Bonus-Track) She Says
21. (Bonus-Track) Sunshine (Instrumental)

## Auszeichnungen
2007 beim 44. Daejong-Filmpreis Nominierungen für Beste Künstlerische Leitung, Bestes Kostümdesign und Beste Hauptdarstellerin.